# F1 Racing Championship
F1 Racing Championship è un simulatore di guida sviluppato da Ubi Soft e pubblicato nel 2000 da Video System. Distribuito per PlayStation, Game Boy Color, Nintendo 64, Dreamcast, PlayStation 2 e Windows, il videogioco è basato sul campionato mondiale di Formula 1 1999.

## Modalità di gioco
F1 Racing Championship presenta tre modalità di gioco: arcade, simulazione e scuola guida.